# Metrioglypha aoriphora
Metrioglypha aoriphora är en fjärilsart som beskrevs av Diakonoff 1973. Metrioglypha aoriphora ingår i släktet Metrioglypha och familjen vecklare. Inga underarter finns listade i Catalogue of Life.